# Laura Chiesa
Laura Chiesa (ur. 5 sierpnia 1971 w Turynie) – włoska szpadzistka, srebrna medalistka olimpijska i wielokrotna medalistka mistrzostw świata. 
Na igrzyskach olimpijskich w Atlancie w 1996 roku wspólnie z Elisą Ugą i Margheritą Zalaffi wywalczyła w rywalizacji drużynowej srebrny medal. Na tej samej imprezie zajęła także 26. miejsce w turnieju indywidualnym. Były to jej jedyne występy olimpijskie.
Podczas mistrzostw świata w Denver w 1989 roku reprezentacja Włoch w składzie: Annalisa Coltorti, Laura Chiesa, Elisa Uga, Alessandra Anglesio i Saba Amendolara zdobyła srebrny medal w zawodach drużynowych. W konkurencji tej Włoszki z Chiesą w składzie zdobywały następnie złoty medal na mistrzostwach świata w Atenach (1994), srebrny na mistrzostwach świata w Essen (1993) oraz brązowe podczas mistrzostw świata w Lyonie (1990) i mistrzostw świata w Hawanie (1992).
Zdobyła też brązowy medal indywidualnie na mistrzostwach Europy w Lizbonie w 1992 roku. 